# Úrvalsdeild 1965
Thống kê của Úrvalsdeild mùa giải 1965.

## Tổng quan
Có 6 đội tham gia, và KR giành chức vô địch. Baldvin Baldvinsson của KR là vua phá lưới với 11 bàn thắng.

## Bảng xếp hạng
| Vị thứ | Câu lạc bộ | St | T | H | B | BT | BB | HS | Đ  |
| 1      | KR         | 10 | 5 | 3 | 2 | 22 | 15 | +7 | 13 |
| 2      | ÍA         | 10 | 6 | 1 | 3 | 24 | 16 | +8 | 13 |
| 3      | Keflavík   | 10 | 4 | 3 | 3 | 18 | 13 | +5 | 11 |
| 4      | ÍBA        | 10 | 5 | 1 | 4 | 14 | 19 | -5 | 11 |
| 5      | Valur      | 10 | 3 | 1 | 6 | 19 | 23 | -4 | 7  |
| 6      | Fram       | 10 | 2 | 1 | 7 | 10 | 19 | -9 | 5  |